# Johanna Schneider (Sängerin)
Johanna Schneider (* 1986 in Bamberg) ist eine deutsche Jazzmusikerin (Gesang, Komposition).

## Leben und Wirken
Schneider wuchs in Bamberg auf, wo sie schon früh im dortigen Jazzkeller mit Jazz vertraut wurde; sie lernte als Kind Geige, Klavier und tanzte Ballett. 2007 zog sie nach München, um an der dortigen Musikhochschule Jazzgesang zu studieren. 2008 gründete sie ihr eigenes Quartett, das Anfang 2022 unverändert aus dem Pianisten Tizian Jost, dem Bassisten Andreas Kurz und dem Schlagzeuger Bastian Jütte bestand. 2009 wechselte sie an die Folkwang-Hochschule Essen, nahm aber auch Privatunterricht bei Sheila Jordan.
Schneider war als Sängerin im Inland, in Finnland, Tschechien, Spanien, Italien, Frankreich, der Türkei, Zypern, den USA, den Vereinigten Arabischen Emiraten, Kuwait, Kirgistan oder Äthiopien zu Gast, sowohl mit ihrem Quartett als auch mit dem Bayerischen Landesjugendorchester und dem Jugendjazzorchester NRW und weiteren Ensembles. 2015 erschien mit ihrem Quartett und den Gästen Ack van Rooyen und Tony Lakatos bei Double Moon Records Pride Time als ihr Debütalbum. Sie arbeitete auch mit Emil Viklický, Bob Degen, Luciano Biondini, Rick Margitza, Laia Genc, Christof Söhngen und im Duo mit Marc Brenken.
Schneider erhielt sowohl als Mitglied des Jugendjazzorchesters NRW einen WDR Jazzpreis als auch 2021 als Co-Initiatorin des feministischen „Jazzkollektiv PENG“. 2021 folgte sie Alexandra Lehmler als Vorstandsmitglied der Deutschen Jazzunion, wo sie auch die Digitale Akademie „Insight Out“ mit betreut.